# Ludwigstor (Türkheim)

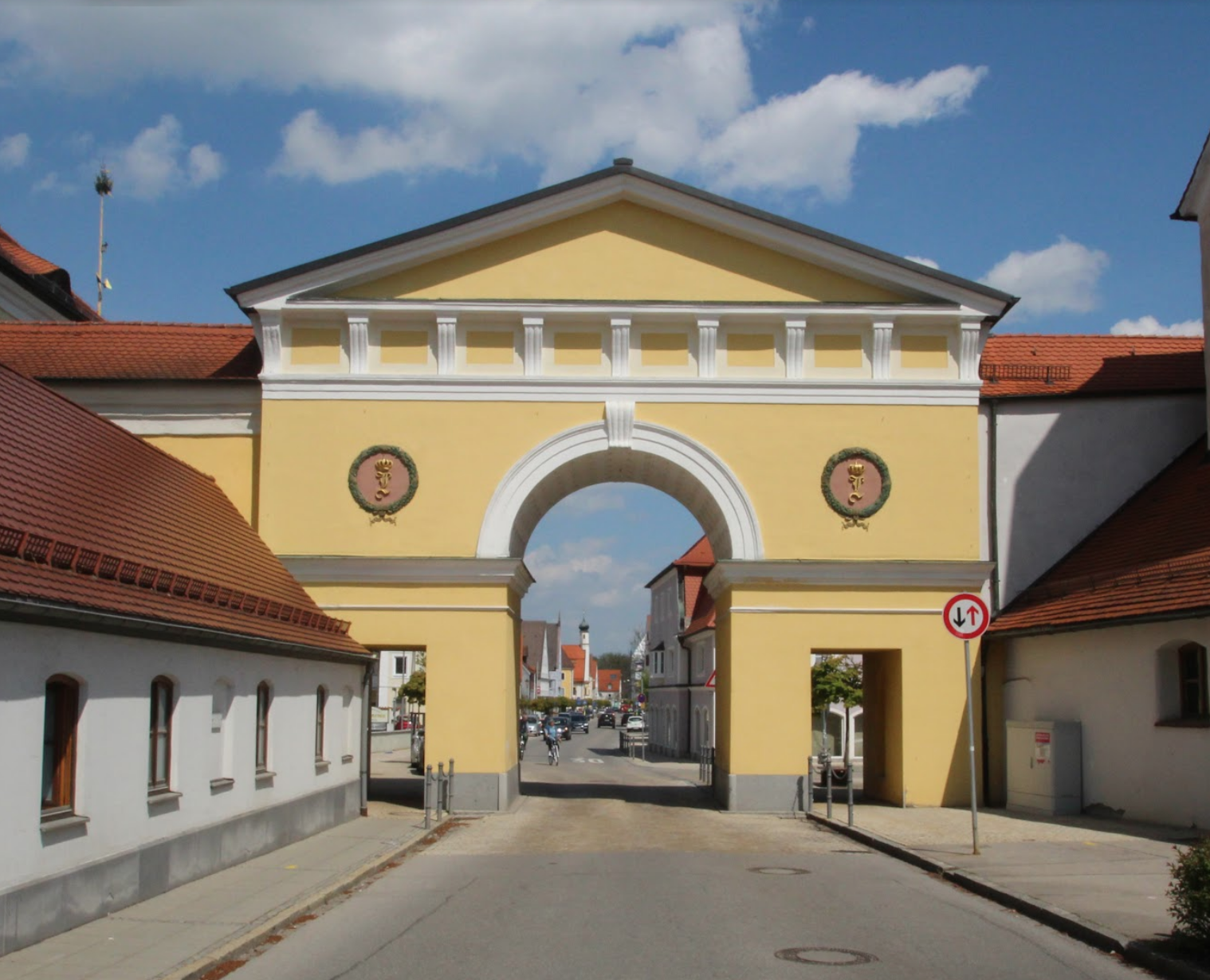
Das Ludwigstor in Türkheim

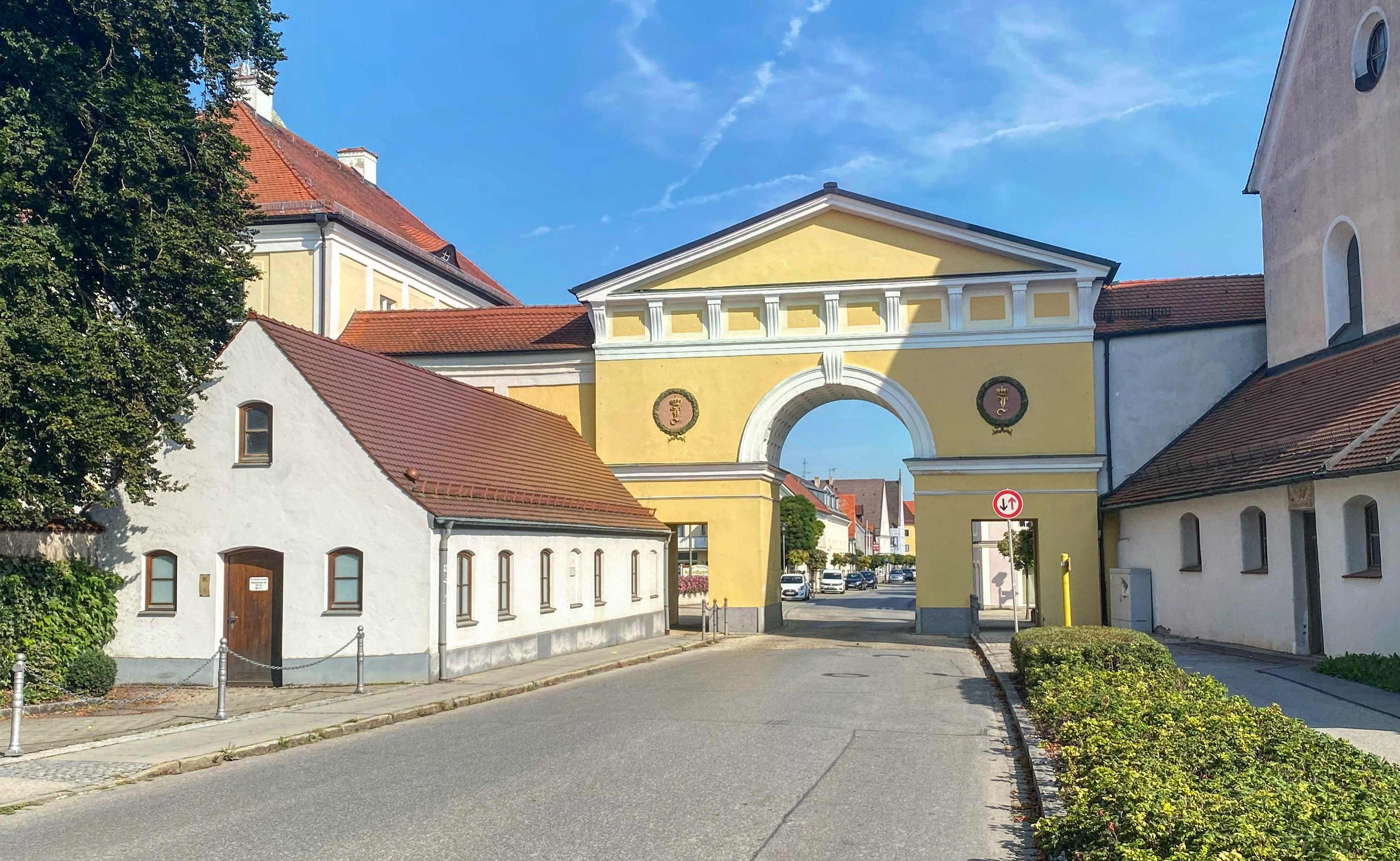
Ludwigstor am Schlossgarten

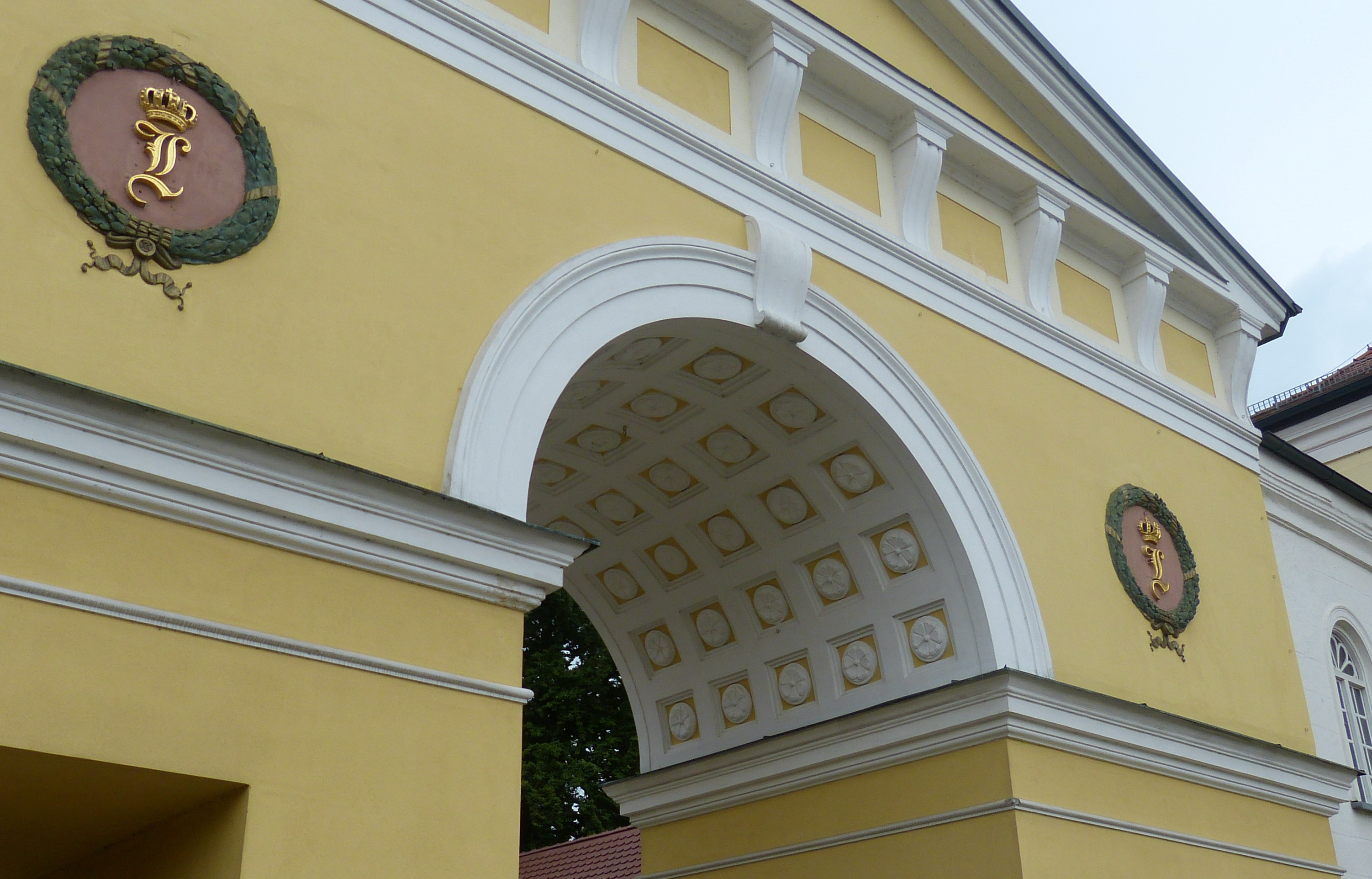
Das Ludwigstor aus der Nähe

Das Ludwigstor in Türkheim, Bayern, wurde 1829 anlässlich eines angekündigten Besuches König Ludwigs I. auf eine Initiative des Landrichters Franz Xaver Wintrich errichtet. Das Ludwigstor steht unter Denkmalschutz.

## Geschichte
Ursprünglich befand sich an Stelle des heutigen Ludwigtores ein Gang, welcher die 1683 erbaute Loretokapelle mit dem Türkheimer Schloss verband. Dieser Verbindungsbau wurde vermutlich 1695 errichtet. Ein Ölbild aus dem frühen 19. Jahrhundert im Heimatmuseum in Türkheim stellt diesen Übergang mit drei Arkaden im Erdgeschoss, vier Fenstern im Obergeschoss und einem Satteldach dar.
Auf Initiative des Türkheimer Landrichters Franz Xaver Wintrich wurde 1829 der Neubau des Ludwigtores begonnen. Der Baumeister, vermutlich von Leo von Klenze beeinflusst, ist unbekannt. König Ludwig I. fuhr, anlässlich seines Besuchs in Türkheim, am 30. August 1829 durch das Tor und Seine Majestät..., genehmigte ... den artigen Bogen für alle Zeiten Ludwigstor nennen zu dürfen. An beiden Seiten des Ludwigstores schließen sich noch Reste des ehemaligen Arkadenganges an.

## Baubeschreibung

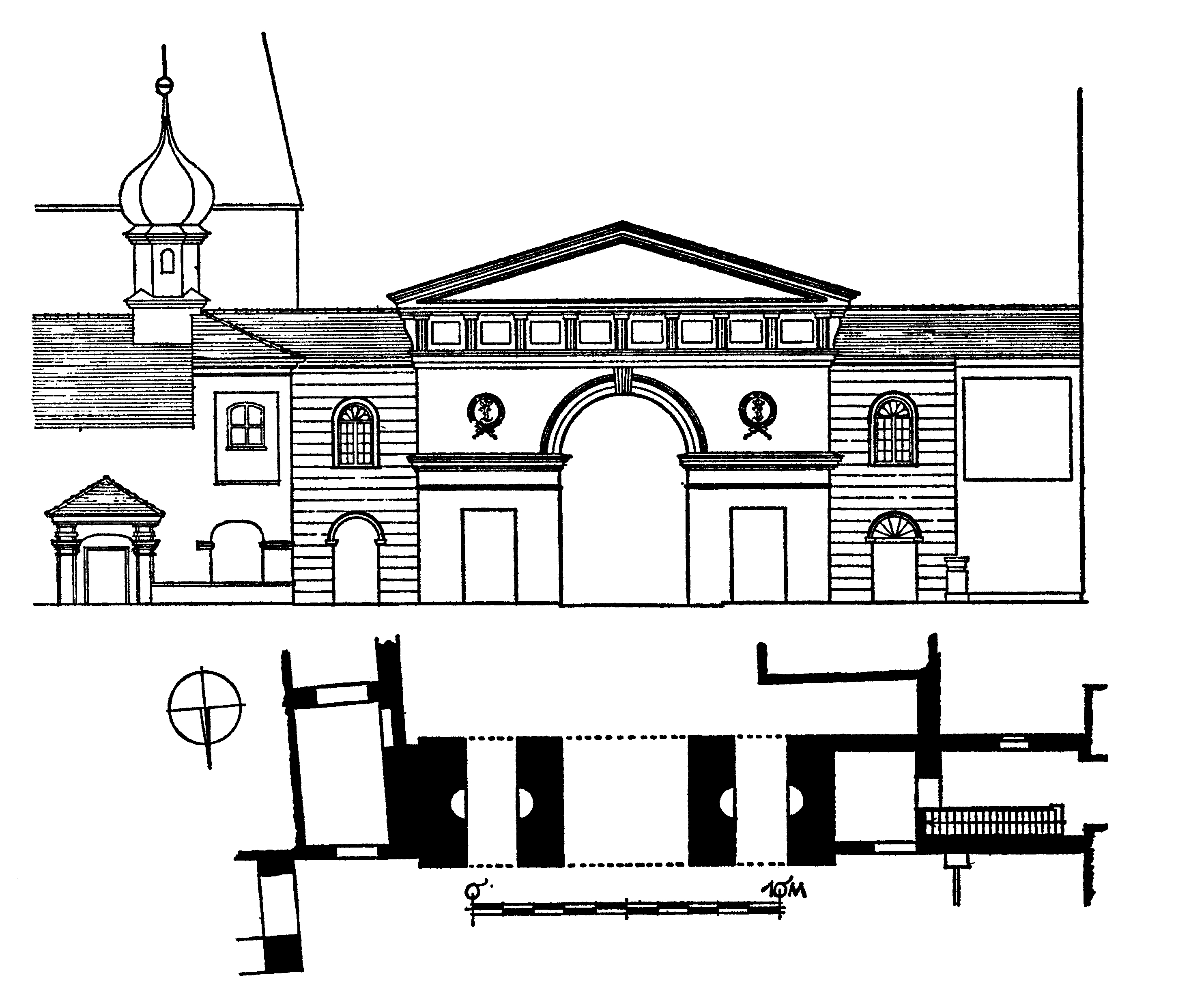
Nordansicht und Grundriss des Ludwigstores

Das Ludwigstor bildet das südliche Ende der Maximilian-Philipp-Straße und zugleich das nördliche der anschließenden Wörishofener Straße. Östlich des Tores befindet sich die Loretokapelle und westlich das Schloss. Das Tor besteht aus einem gelb gestrichenen Putzbau mit weißen Gliederungen der Fassade. Die Nord- und die Südseite sind dabei gleich gestaltet. Die beiden Pfeilermassive rechts und links sind mit rechteckigen Durchgängen durchbrochen. Diese flankieren das Rundbogentor mit Archivolte und volutenförmigem Scheitelstein in der Mitte. Der mittlere Bogen ist eine Halbkreistonne, deren Kassetten mit Rosetten gefüllt sind. Auf beiden Seiten, oberhalb der Pfeilermassive, befinden sich grüne Lorbeerkränze aus Terrakotta. In den beiden Lorbeerkränzen ist das vergoldete Monogramm L des Königs Ludwig I. mit darüber befindlicher Kröne angebracht. Abgeschlossen wird das Ludwigstor mit einem Dreiecksgiebel, der von Gesimsen gerahmt wird. Der Dreiecksgiebel ruht auf einem faszierten Architrav mit gefeldertem Fries.